# Denaro (Einheit)
Der Denaro, auch Denier, war neben der Bezeichnung für eine italienische Scheide- und Rechnungsmünze auch ein italienisches Gewichtsmaß. Das Gewichtsmaß war gering verschieden in seinem Geltungsbereich. Anwendung fand das Maß als Handelsgewicht, Medizinal- und Apothekergewicht, Probiergewicht und als ein Gold- und Silbergewicht.

## Handelsgewicht
Allgemeine Einteilung des Maßes war mit Ausschluss von Mailand und Venedig
- 1 Denaro = 24 Grani
- 24 Denari = 1 Oncia
- 288 Denari = 1 Lira/Pfund
- Alessandria, Turin und Sardinien 1 Denaro = 1 7/25 Gramm
- Toscana mit Florenz, Livorno, Pisa 1 Denaro = 1 ¾  Gramm
- Herzogtum Lucca 1 Denaro = 1 3/10 Gramm
- Herzogtum Parma 1 Denaro = 1 3/22 Gramm
- Herzogtum Piacenza 1 Denaro = 1 ⅛ Gramm
- Venedig, Mailand 1 Denaro = 90/91 Gramm
  - 1 Libbra = 10 Once = 100 Grossi = 1000 Denari = 10000 Grani

## Medizinal- und Apothekergewicht
- Großherzogtum Toskana 3 Denaro = 1 Drachme = 5,25 Gramm
  - 1 Denaro = ⅓ Drachme = 1 ⅓ Scrupel = 1 ¾  Gramm

## Gold- und Silbergewicht
Allgemein teilte man 
- 1 Denaro = 24 Grani = 576 Granottini
- Alessandria, Turin, Sardinen 1 Denari = 1 7/25 Gramm
- Genua 1 Denaro = 1 1/9 Gramm
- Herzogtum Lucca = 1 Denaro = 1 3/10 Gramm
- Mailand 1 Denaro = 90/91 Gramm
- Kirchenstaat Rom 1 Denaro = 1 1/6 Gramm
- Venedig 1 Denaro = 1 ¼ Gramm

## Probiergewicht
- Bologna 1 Denaro = 1 ¼ Gramm
  - 24 Denari = 1 Oncia
- Florenz, Genua 1 Denaro = 1 ¾ Gramm
  - 24 Denari = 1 Oncia (Feinsilber, Gold nur nach Karat)
- Mailand 1 Denaro = 24 Grani = 19 19/50 Gramm
  - 12 Denari = 1 Mark (Feinsilber)
- Turin 1 Denaro = 24 Grani = 20 4/5 Gramm
  - 12 Denari = 1 Unze (Feinsilber)

## Längeneinheit
In der Toskana war Denaro ein Längenmaß und galt als die Linie. Der Großherzog Peter Leopold richtete das Maßwesen am 11. Juli 1782.
- 1 Denaro = 1/240 Braccio/Elle[1]

Die Maßkette war
- 1 Canna/Rute = 2,5 Passetto/Doppelelle = 5 Braccio/Elle = 100 Soldo/Zoll = 1200 Denari/Linie[2]
  - 1 Braccio = 0,58366 Meter